# Polysaccus mediterraneus
Polysaccus mediterraneus is een krabbezakjessoort uit de familie van de Polysaccidae. De wetenschappelijke naam van de soort is voor het eerst geldig gepubliceerd in 1929 door Caroli.